# 托尼·法默
安东尼·托德·法默（英語：Anthony Todd Farmer，1970年1月3日—），美国NBA联盟前职业篮球运动员。